# Seguridad nuclear de criticidad
La seguridad nuclear de criticidad (en inglés: Nuclear Criticality Safety) es un campo de la ingeniería nuclear dedicado a la prevención de los  accidentes nucleares y de radiación que resultan de una reacción nuclear en cadena autosostenida inadvertida. Adicionalmente, la seguridad nuclear de criticidad se preocupa de la mitigación de las consecuencias de un accidente de criticidad. Un accidente nuclear de criticidad ocurre durante la manipulación de material fisible y resulta en una tremenda y potencialmente letal liberación de radiación. Los expertos en seguridad nuclear de criticidad intentan minimizar la probabilidad de un accidente nuclear de criticidad analizando las operaciones normales y anormales de las manipulaciones de material fisible y proporcionan controles sobre la manipulación de los materiales fisibles. 
Una práctica común es aplicar un análisis doble de contingencia a las operaciones en que dos o más  cambios, independientes, concurrentes y poco probables, en las condiciones de un proceso deben ocurrir antes de que un accidente nuclear de criticidad pueda suceder. Por ejemplo, el primer cambio en las condiciones del proceso puede ser una inundación completa o parcial y el segundo cambio un cambio en la distribución del material fisible. De este análisis resultan los controles (requerimientos) sobre los parámetros del proceso (por ejemplo, la masa del material fisible, equipamiento, etc.). Estos controles, ya sean pasivos (físicos), activos (mecánicos) o administrativos (humanos), son implementados por diseños  inherentemente seguros o  tolerantes a fallas, o, si tales diseños no son practicables, por controles administrativos tales como procedimientos de operación, instrucciones de trabajo y otros medios para minimizar el potencial de cambios significativos en los procesos que puedan llevar a un accidente nuclear de criticidad.

## Principios
Un sistema será exactamente crítico si la tasa de producción de neutrones de una fisión está exactamente equilibrada con la tasa a la cual los neutrones o son absorbidos o perdidos del sistema debido a fugas. Sistemas subcríticos seguros pueden ser diseñados asegurando que el potencial combinado de la tasa de absorción y de fuga siempre exceden la tasa potencial de producción de neutrones. 
Los siguientes factores influyen el equilibrio de neutrones en un sistema fisible y proporcionan la base para diseños seguros y métodos para el control de la criticidad.

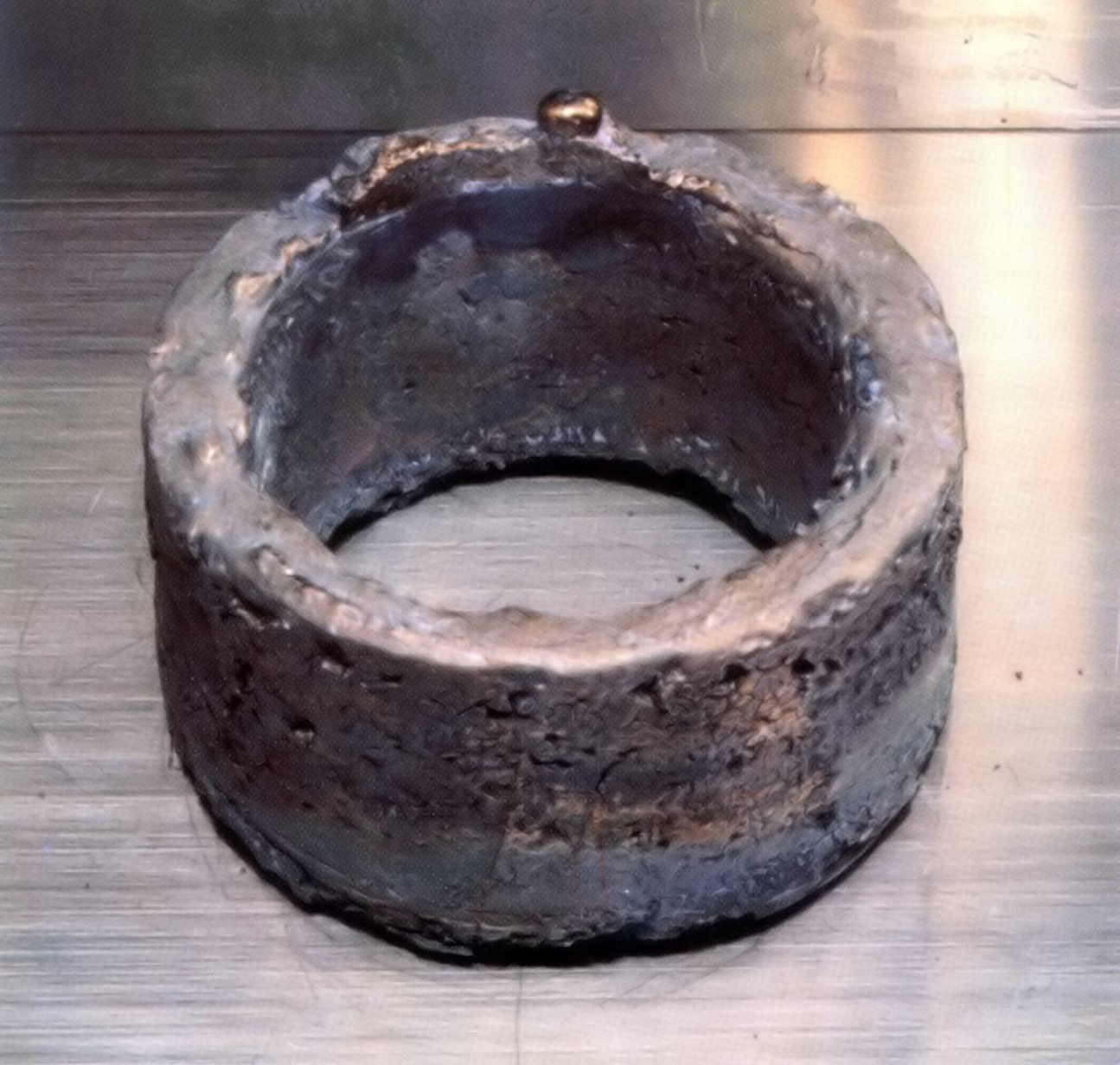
La forma de anillo hueco de este vaciado de plutonio favorece la fuga de neutrones y de esta forma se reduce la posibilidad de causar un evento de criticidad.

Geometría o forma del material fisible: Si los  neutrones escapan (se filtran) desde el sistema fisible ellos no están disponibles para interactuar con el material fisible para provocar un  evento de fisión. Por lo tanto la forma del material fisible afecta la probabilidad de ocurrencia de eventos de fisión. Una gran área de superficie tal como una plancha delgada tiene muchas fugas y es más segura que la misma cantidad de material fisible en una forma pequeña y compacta, tal como un cubo o una esfera.
Interacción de las unidades: Los neutrones que se fugan de una unidad pueden entrar a otra. Dos unidades, que por sí mismas son sub-críticas, podría interactuar una con otra para formar un sistema crítico. La distancia que separa a ambas unidades y cualquier material que se encuentre entre ellas puede influenciar el efecto.
Reflexión: Cuando los neutrones colisionan con otras  partículas atómicas (principalmente sus  núcleos) y no son absorbidos, rebotan cambiando su dirección. Si el cambio de dirección es lo suficientemente grande, el neutrón puede devolverse al sistema de donde venía, aumentando la probabilidad de una interacción (fisión). Esto se llama 'reflexión'. Entre los buenos reflectores se encuentran el hidrógeno, berilio, carbono, plomo, uranio, agua, polietileno,  concreto,  carburo de tungsteno y acero.
Moderación: Los neutrones resultantes de una fisión normalmente son rápidos (alta energía). Estos neutrones rápidos no causan fisión tan fácilmente como los más lentos (menos energéticos). Los neutrones son desacelerados (( moderados) al colisionar con los núcleos atómicos. Los núcleos moderadores más efectivos son el hidrógeno, deuterio, berilio y carbono. De ahí que los materiales hidrogenados incluyendo el petróleo, polietileno, agua, madera, parafina y el cuerpo humano son buenos moderadores. Debe hacerse notar que las moderaciones son producto de las colisiones, por lo tanto la mayor parte de los moderadores también son buenos reflectores.
Absorción: La absorción remueve a los neutrones del sistema. Se usan grandes cantidades de absorbedores para controlar o reducir la probabilidad de una criticidad. Los buenos absorbedores son el boro, cadmio, gadolinio, plata e indio.
Enriquecimiento: La probabilidad de que un neutrón reaccione con un núcleo fisible está determinada por la cantidad relativa de núcleos fisibles y no fisibles en un sistema. El proceso de incrementar la cantidad relativa de núcleos fisibles en un sistema se llama  enriquecimiento. Normalmente, un bajo enriquecimiento significa menos probabilidad de una criticidad y un alto enriquecimiento significa una mayor probabilidad.
Masa: La probabilidad de una fisión se incrementa proporcionalmente a la cantidad total de núcleos fisibles. La relación no es lineal. Existe un umbral bajo el cual la criticidad no puede ocurrir. Este umbral se conoce como masa crítica.

## Cálculos y análisis
Para determinar si un sistema que contiene material fisible es seguro, se realizan cálculos usando  programas de computador. El analista describe la geometría del sistema y los materiales, usualmente con supuestos conservadores o pesimistas. La densidad y el tamaño de cualquier absorbedor es minimizado mientras que la cantidad de material fisible es maximizado. Como algunos moderadores también son absorbedores, el analista debe ser cuidadoso cuando modela la opción pesimista. Los programas de computador permiten a los analistas describir un sistema  tridimensional con condiciones límites. Estas condiciones límites pueden representar límites reales tales como murallas de concreto o la superficie de una piscina, o pueden ser usados para representar un sistema artificial infinito usando una condición periódica de límite. Estas son útiles cuando se representa un gran sistema consistente de muchas unidades repetidas.
Los programas de computador usados para análisis de seguridad de criticidad incluyen a MONK(UK), KENO(US), MCNP(US) y CRISTAL(France).

## Crédito de quemado
Los análisis tradicionales de criticidad asumen que el material fisible está en su condición más reactiva, que usualmente es al máximo  enriquecimiento, sin irradiación. Para el almacenaje y transporte de combustible nuclear gastado, el crédito de quemado puede ser usado para permitir que el combustible sea empacado más densamente, reduciendo el espacio y permitiendo que más combustible sea manejado seguramente. Con el propósito de implementar el crédito de quemado, el combustible es modelado como irradiado usando las condiciones pesimistas lo que produce una composición isotópica representativa de todo el combustible irradiado. La irradiación del combustible produce actínidos consistente tanto de absorbedores de neutrones como de isotopos  fisionables así como  productos de la fisión que  absorben neutrones.
En las piscinas de almacenaje de combustible que usan crédito de quemado, regiones separadas son designadas para almacenamiento de combustible fresco y del irradiado. Con el propósito de usar almacenar combustible en el depósito de combustible irradiado se debe satisfacer la curva de carga que depende del enriquecimiento inicial y de la irradiación sufrida.